# Spireamineermot
De spireamineermot (Stigmella filipendulae) is een vlinder uit de familie dwergmineermotten (Nepticulidae). De wetenschappelijke naam is voor het eerst geldig gepubliceerd in 1871 door Wocke.
De soort komt voor in Europa.